# Igarapé Belém
Igarapé Belém är ett vattendrag i Brasilien.   Det ligger i delstaten Rondônia, i den centrala delen av landet, 1 700 km väster om huvudstaden Brasília.
Omgivningarna runt Igarapé Belém är huvudsakligen savann. Runt Igarapé Belém är det mycket glesbefolkat, med 4 invånare per kvadratkilometer.